# شرق ووسط أوروبا

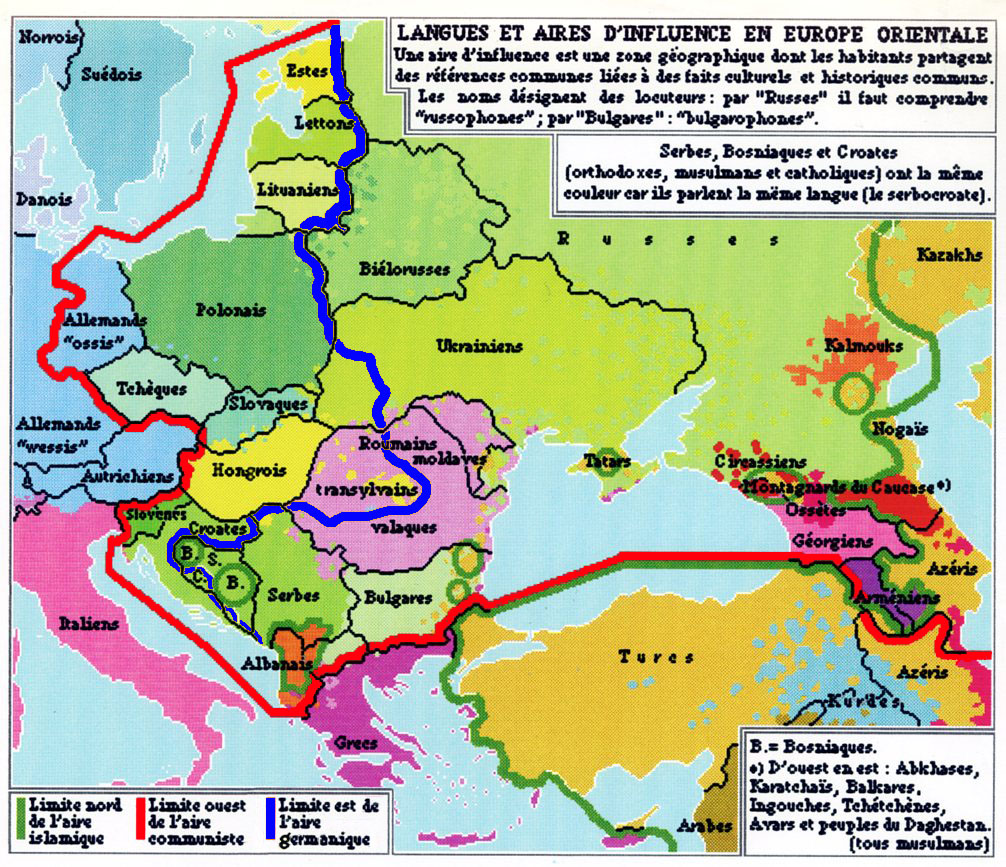

شرق ووسط أوروبا هي منطقة المتحدثين بين الألمانية - السلافية الغربية - والمجرية -وسلاف شرقيون أراضي روسيا، روسيا البيضاء وأوكرانيا.  يتم وصف تلك الأراضي بأنها تقع «بين اثنين»: «بين عالمين، بين مرحلتين، بين عقدين آجلين». بالمعنى الجيوسياسي، يمكن اعتبار شرق ووسط أوروبا إلى جانب أوروبا الغربية والشرقية، كواحدة من «الدول الثلاث الأوروبية».
يختلف المفهوم عن مفهوم أوروبا الوسطى والشرقية من حيث أنه يستند إلى معايير حيث تنتمي دول أوروبا الوسطى والشرقية إلى دائرتين ثقافيتين مختلفتين    ودوائر اقتصادية.

## تعريفات

### أوسكار هالكى
عرف أوسكار هاليكي، الذي ميز بين أربع مناطق في أوروبا (غرب، غرب وسط وشرق وسط وشرق أوروبا)، شرق وسط أوروبا كمنطقة من فنلندا إلى اليونان،  «الجزء الشرقي من أوروبا الوسطى، بين السويد وألمانيا وإيطاليا من جهة وتركيا وروسيا من جهة أخرى». وفقا لهالكى: 
 على مدار التاريخ الأوروبي، أنشأت مجموعة كبيرة ومتنوعة من الشعوب في هذه المنطقة دولها المستقلة، وأحيانًا كبيرة وقوية جدًا؛ فيما يتعلق بأوروبا الغربية، طوروا ثقافاتهم الوطنية الفردية وساهموا في التقدم العام للحضارة الأوروبية.  

### بول روبرت ماجوسي

#### الأمم المتحدة
تم إنشاء فريق خبراء الأمم المتحدة المعني بالأسماء الجغرافية (UNGEGN) للنظر في المشكلات التقنية المتعلقة بالتوحيد المحلي للأسماء الجغرافية. يتكون الفريق من خبراء من مختلف الأقسام اللغوية / الجغرافية التي تم إنشاؤها في مؤتمرات الأمم المتحدة حول توحيد الأسماء الجغرافية.
- شعبة البلطيق : [10] استونيا ولاتفيا وليتوانيا وبولندا والاتحاد الروسي.
- قسم شرق ووسط وجنوب شرق أوروبا : ألبانيا والبوسنة والهرسك وبلغاريا وكرواتيا وقبرص والجمهورية التشيكية وجورجيا واليونان وهنغاريا والجبل الأسود ومقدونيا الشمالية وبولندا وصربيا وسلوفاكيا وسلوفينيا وتركيا الأوروبية، وأوكرانيا.
- شعبة أوروبا الشرقية وشمال آسيا ووسطها : أرمينيا وأذربيجان وبيلاروسيا وبلغاريا وجورجيا وقيرغيزستان والاتحاد الروسي وطاجيكستان وأوكرانيا وأوزبكستان.
- القسم الروماني الهيليني : أندورا، بلجيكا، كندا، قبرص، فرنسا، اليونان، الكرسي الرسولي، إيطاليا، لوكسمبورغ، مولدوفا، موناكو، البرتغال، رومانيا، إسبانيا، سويسرا وتركيا الأوروبية.